# Ретро втрьох
«Ретро втрьох» — російський кінофільм режисера Петра Тодоровського, що вийшов на екрани в 1998 році.

## Сюжет
У центрі цього фільму — фотографка. Стильна, сучасна, вона сама вирішує свою долю. Вона не підприємиця — вона ніжна, тонка, витончена. Її тягне в минуле, вона любить мережива і капелюшки, вона — не для грошей, а для себе — створює фотопортрети в стилі «ретро» і говорить зі своїми моделями про любов. Однак, коли виникає серйозна проблема, коли перед нею постає головне питання життя, вона перетворюється на кремінь.

## Ролі
| Актор               | Роль |
| ------------------- | ---- |
| Олена Яковлєва      | -    |
| Сергій Маковецький  | -    |
| Євген Сидіхін       | -    |
| Ельвіра Болгова     | -    |
| Катерина Двигубська | -    |
| Тетяна Івченко      | -    |
| Юрій Колокольников  | -    |
| Микола Петров       | -    |

## Знімальна група
- Режисер-постановник — Петро Тодоровський
- Сценаристи — Петро Тодоровський, Тимур Сулейменов
- Продюсерка — Міра Тодоровська
- Композитор — Олексій Айгі